# Falling In Between
Falling in between – dwunasty album studyjny amerykańskiej grupy Toto. Został wydany w 2006 roku. Na płycie po raz pierwszy zagrał klawiszowiec Greg Phillinganes.

## Lista utworów
1. "Falling in between"
2. "Dying on my feet"
3. "Bottom of your soul"
4. "King of the world"
5. "Hooked"
6. "Simple life"
7. "Taint your world"
8. "Let it go"
9. "Spiritual man"
10. "No end in sight"
11. "Reeferman" (instrumental)

## Single
- "Bottom of your soul"